# Internationale sozialistische linke

Logo

Die internationale sozialistische linke (isl) war eine der beiden Organisationen, die aus der Strömung der Vierten Internationale in der Vereinigten Sozialistischen Partei (VSP) hervorgingen. Die andere war der Revolutionär Sozialistische Bund (RSB), mit dem die isl Ende 2016 wieder zur Internationalen Sozialistischen Organisation (ISO) fusionierte.
Die isl wollte die Tradition der Gruppe Internationale Marxisten (GIM), der Internationalen Kommunisten Deutschlands (IKD) und der Linken Opposition der KPD (Bolschewiki-Leninisten) fortsetzen. Die zählte sich zum Trotzkismus; ihr Sitz war in Köln.
Die isl wurde im Jahr 2001 gegründet. Die Kontinuität mit den Vorgängerorganisationen GIM und IKD wurde unter anderem durch Jakob Moneta repräsentiert. Nach Angaben des Bundesamtes für Verfassungsschutz, das die isl 2006 als linksextremistisch beobachtete, hatte die Organisation zu diesem Zeitpunkt etwa 60 Mitglieder und war in rund 15 Städten und Regionen aktiv. Sie stehe für einen „undogmatischen offenen Marxismus“. Einzelne Funktionäre würden aktiv in der WASG und der Anti-Globalisierungsbewegung mitarbeiten.
Nach der Landtagswahl in Nordrhein-Westfalen 2010 wurde das isl-Mitglied Wolfgang Zimmermann Fraktionsvorsitzender der Linken.
Zusammen mit dem „Revolutionär Sozialistischen Bund“ (RSB) bildete die isl den deutschen Teil der wiedervereinigten Vierten Internationale. Beide Organisationen gaben Januar 2015 bekannt sich vereinigen zu wollen.
Die isl veröffentlichte keine eigene Zeitung, sondern unterstützte den Verein für solidarische Perspektiven bei der Herausgabe und Verbreitung der Sozialistischen Zeitung (SoZ), die monatlich erscheint.